# Храм Светог Симеона Мироточивог на Новом Београду
Храм Светог Симеона Мироточивог на Новом Београду је Српска православна црква, саграђена у блоку 26, на простору између Београдске Арене и Палате Србија (бивша зграда СИВ-а). Припада Београдско-карловачкој архиепископији. Храм је посвећен српском владару Стефану Немањи, кога Српска православна црква слави као Светог Симеона Мироточивог.

## Историјат градње
Петокуполни Храм Светога Симеона Мироточивог на Новом Београду површине је од око пет стотина квадратних метара. Изграђен је по пројекту арх Љубице Бошњак. Темеље овог храма освештао је 2007. године блаженопочивши Патријарх Павле. На главној куполи је позлаћени крст висине око пет метара. Предвиђено је да се постави још пет оваквих, нешто мањих, крстова на преостале четири куполе храма и на високи витки звоник. Патријарх српски Иринеј освештао је 13. новембра 2011. године звона и крстове која су овом новоподигнутом храму поклониле породице Старчевић, Малбашић, Ребреновић, Трифковић и Петровић

## Старешине храма
- Протојереј-ставрофор Радич Радичевић (2007—2022)[4]

- Архимандрит Данило (Гаврановић) (2022— )[5]

## Галерија
- Ранији изглед, при изградњи
- Западна страна храма
- Мозаик са ликом Преподобне Анастасије
- Мозаик са ликом Преподобног Симеона Мироточивог изнад врата, извана
- Мозаик са ликом Светог Саве
- Иконе са ликом Светог Василија Острошког
- Иконостас